# Bernhard Getz
Bernhard Getz (Strinda, comtat de Sør-Trøndelag, 21 de març, 1850 - Oslo, 1 de novembre, 1901) va ser un jutge, professor, reformador de la llei i alcalde noruec d'Oslo.
Era fill del comerciant Anton Lauritz Getz (1817–68) i Anna Christence Jenssen (1825–94). Es va graduar artium a l'escola de la catedral de Trondheim el 1868. Va viatjar a l'estranger amb beques públiques el 1875, es va quedar majoritàriament a Leipzig per estudiar dret penal i procediments judicials. El 1876, Getz va ser nomenat professor de dret a la Universitat de Cristiania. Es va llicenciar en dret el 1889 a la Universitat de Copenhaguen.
De 1889 a 1901 va ser el primer director noruec de fiscalia. Des de 1891 va dirigir la Comissió Nacional de Dret Processal Civil. Va ser membre de l'ajuntament de Cristiania (actual Oslo) i alcalde de 1891 a 1892. Va ser membre del Comitè Nobel noruec des de 1897.

## Vida personal
Estava casat amb Johanne Christine Fredrikke Berg (1855–1924) amb qui va tenir set fills, inclòs l'advocat del Tribunal Suprem Eyvind Getz (1888–1956). Va morir el 1901 als 51 anys i va ser enterrat a Vestre Aker d'Oslo.